# Брюсов, Валерий Яковлевич
Вале́рий Я́ковлевич Брю́сов (1 [13] декабря 1873, Москва — 9 октября 1924, там же) — русский поэт, прозаик, драматург, переводчик, литературовед, литературный критик и историк. Теоретик и один из основоположников русского символизма.

## Биография и творческий путь

### Детство
Валерий Брюсов родился 1 (13) декабря 1873 года в Москве, в доме Херодиновых; крещён 6 декабря в церкви Евпла Архидиакона на Мясницкой.
Будущий император символизма был по материнской линии внуком купца и поэта-баснописца Александра Яковлевича Бакулина, издавшего в 1840-х гг. сборник «Басни провинциала» (фамилией деда Брюсов подписывал некоторые свои сочинения).
Дед по отцовской линии, Кузьма Андреевич, родоначальник Брюсовых, был крепостным помещицы Федосьи Алалыкиной, владевшей землями в Карцевской волости Солигаличского уезда Костромской губернии. В 1850-х годах он выкупился на волю и переехал в Москву, где начал торговое дело и приобрёл дом на Цветном бульваре. В этом доме поэт жил в 1878—1910 годах.
Отец Брюсова, Яков Кузьмич Брюсов (1848—1907), сочувствовал идеям революционеров-народников; он публиковал стихотворения в журналах; в 1884 году Яков Брюсов отослал в журнал «Задушевное слово» написанное сыном «Письмо в редакцию», описывавшее летний отдых семьи Брюсовых. «Письмо» было опубликовано (т.9, № 16, 1884).
Увлёкшись скачками, отец просадил всё состояние на тотализаторе; он заинтересовал скачками и сына, первая самостоятельная публикация которого (в журнале «Русский спорт» за 1889 год) представляет собой статью в защиту тотализатора.
Родители мало занимались воспитанием Валерия, и мальчик был предоставлен самому себе; большое внимание в семье Брюсовых уделялось «принципам материализма и атеизма», поэтому Валерию строго запрещалось читать религиозную литературу. «От сказок, от всякой „чертовщины“, меня усердно оберегали. Зато об идеях Дарвина и принципах материализма я узнал раньше, чем научился умножать», — вспоминал Брюсов); но при этом других ограничений на круг чтения юноши не накладывалось, поэтому среди «друзей» его ранних лет были как литература по естествознанию, так и «французские бульварные романы», книги Жюля Верна и Майн Рида и научные статьи. При этом будущий поэт получил хорошее образование — он учился в двух московских гимназиях: с 1885 по 1889 год — в частной классической гимназии Ф. И. Креймана (был отчислен за пропаганду атеистических идей) и в 1890—1893 годах — в частной гимназии Л. И. Поливанова; последний педагог оказал значительное влияние на юного поэта; в последние гимназические годы Брюсов увлекался математикой.

### Вхождение в литературу. «Декадентство» 1890-х
Уже в 13 лет Брюсов связывал своё будущее с поэзией. Самые ранние известные стихотворные опыты Брюсова относятся к 1881 году; несколько позднее появились его первые (довольно неискусные) рассказы. В пору обучения в гимназии Креймана Брюсов сочинял стихи, занимался изданием рукописного журнала. В отрочестве Брюсов считал своим литературным кумиром Некрасова, затем он был очарован поэзией Надсона.
К началу 1890-х наступила пора увлечённости Брюсова произведениями французских символистов — Бодлера, Верлена, Малларме. «Знакомство в начале 90-х годов с поэзией Верлена и Малларме, а вскоре и Бодлера, открыло мне новый мир. Под впечатлением их творчества созданы те мои стихи, которые впервые появились в печати», — вспоминает Брюсов. В 1893 году он написал письмо (первое из известных) Верлену, в котором говорил о своём предназначении распространять символизм в России и представляет себя как основоположника этого нового для России литературного течения.
В 1890-х годах Брюсов написал несколько статей о французских поэтах. Восхищаясь Верленом, в конце 1893 года он создал драму «Декаденты. (Конец столетия)», повествующую о недолгом счастье знаменитого французского символиста с Матильдой Моте и затрагивающую взаимоотношения Верлена с Артюром Рембо. В период с 1894 по 1895 год он издал (под псевдонимом Валерий Маслов) три сборника под названием «Русские символисты», куда вошли многие из его собственных стихов (в том числе под различными псевдонимами); бо́льшая их часть написана под влиянием французских символистов. Помимо брюсовских, в сборниках были широко представлены стихотворения его друга А. А. Миропольского (настоящая фамилия Ланг), а также поэта-мистика А. М. Добролюбова. В третьем выпуске «Русских символистов» было помещено брюсовское однострочное стихотворение «О закрой свои бледные ноги», быстро обретшее известность и обеспечившее неприятие критики и гомерический хохот публики по отношению к сборникам. Долгое время имя Брюсова не только в мещанской среде, но и в среде традиционной, «профессорской», «идейной» интеллигенции ассоциировалось именно с этим произведением — «литературным коленцем» (по выражению С. А. Венгерова). С иронией отнёсся к первым произведениям русских декадентов литературный критик Владимир Соловьёв, написавший для «Вестника Европы» остроумную рецензию на сборник (Соловьёву принадлежат также несколько известных пародий на стиль «Русских символистов»). Впрочем, позднее сам Брюсов так отзывался об этих своих первых сборниках:

Мне помнятся и книги эти

Как в полусне недавний день

Мы были дерзки, были дети,

Нам всё казалось в ярком свете.

Теперь в душе и тишь и тень.

Далёка первая ступень

Пять беглых лет как пять столетий.
— Сборник «Tertia Vigilia», 1900
В 1893 году Брюсов поступил на отделение классической филологии историко-филологического факультета Московского университета, где обучался на одном курсе вместе с известным историком литературы Владимиром Саводником. В 1895 году перевёлся на историческое отделение, которое окончил в 1899 году.
Основной круг интересов Брюсова в студенческие годы — история, философия, литература, искусство, языки. «…Если бы мне жить сто жизней, они не насытили бы всей жажды познания, которая сжигает меня», — отмечал поэт в дневнике. В юности Брюсов увлекался также театром и выступал на сцене московского Немецкого клуба; здесь он познакомился с Натальей Александровной Дарузес, «Талей» (выступала на сцене под фамилией Раевская), которой ненадолго увлёкся — они расстались в конце 1893 или в начале 1894 года .
В 1895 году появился на свет первый сборник исключительно брюсовских стихов — «Chefs d’oeuvre» («Шедевры»); нападки печати вызвало уже само название сборника, не соответствовавшее, по мнению критики, содержанию сборника (самовлюблённость была характерна для Брюсова 1890-х; так, к примеру, в 1898 году поэт записал в своём дневнике: «Юность моя — юность гения. Я жил и поступал так, что оправдать моё поведение могут только великие деяния»). Мало того, в предисловии к сборнику автор заявляет: «Печатая свою книгу в наши дни, я не жду ей правильной оценки ни от критики, ни от публики. Не современникам и даже не человечеству завещаю я эту книгу, а вечности и искусству». Как для «Chefs d’oeuvre», так и вообще для раннего творчества Брюсова характерна тема борьбы с дряхлым, отжившим миром патриархального купечества, стремление уйти от «будничной действительности» — к новому миру, рисовавшемуся ему в произведениях французских символистов. Принцип «искусство для искусства», отрешённость от «внешнего мира», характерные для всей лирики Брюсова, отразились уже в стихотворениях сборника «Шедевры». В этом сборнике Брюсов — «одинокий мечтатель», холодный и равнодушный к людям. Иногда его желание оторваться от мира доходит до тем самоубийства, «последних стихов». При этом Брюсов беспрестанно ищет новые формы стиха, создаёт экзотические рифмы, необычные образы. См., например:

Тень несозданных созданий

Колыхается во сне

Словно лопасти латаний

На эмалевой стене.

Фиолетовые руки

На эмалевой стене

Полусонно чертят звуки

В звонко-звучной тишине…

В стихотворениях сборника чувствуется сильное влияние Верлена.
В течение 2,5 месяцев 1896 года лечился на Водах. Жил в Пятигорске. В одном из писем поэт писал: «Живу я теперь в городе, прославленном Лермонтовым, занимаюсь починкою своего здоровья…». В Пятигорске им были написаны стихотворения «Побледневшие звезды дрожали», «Юному поэту», «Сквозь туман таинственный» и другие.
В следующем сборнике — «Me eum esse» («Это я», 1897) Брюсов незначительно прогрессировал сравнительно с «Шедевры»; в «Это я» автор всё ещё видится нам холодным мечтателем, отстранённым от «внешнего» мира, грязного, ничтожного, ненавидимого поэтом. Период «Шедевров» и «Это я» сам Брюсов впоследствии называл «декадентским» (см. также: #Избранные цитаты). Наиболее известное стихотворение «Это я» — «Юному поэту»; оно и открывает собой сборник.
В юношеские годы Брюсов уже разрабатывал теорию символизма: «Новое направление в поэзии органически связано с прежними. Просто новое вино требует новых мехов», — писал он в 1894 году молодому поэту Ф. Е. Зарину (Талину).
Окончив в 1899 году университет, Брюсов целиком посвятил себя литературе. Несколько лет он проработал в журнале П. И. Бартенева «Русский архив».
Во второй половине 1890-х годов Брюсов сблизился с поэтами-символистами, в частности — с К. Д. Бальмонтом (знакомство с ним относится к 1894 году; вскоре оно перешло в дружбу, не прекращавшуюся вплоть до эмиграции Бальмонта), стал одним из инициаторов и руководителей основанного в 1899 году С. А. Поляковым издательства «Скорпион», объединившего сторонников «нового искусства».

### 1900-е годы

#### «Tertia Vigilia»
В 1900 году в «Скорпионе» был издан сборник «Tertia Vigilia» («Третья стража»), открывший новый — «урбанистический» этап творчества Брюсова. Сборник посвящён К. Д. Бальмонту, которого автор наделил «взором каторжника» и отметил так: «Но я в тебе люблю — что весь ты ложь». Значительное место в сборнике занимает историко-мифологическая поэзия; вдохновителями Брюсова являлись, как отмечает С. А. Венгеров, «скифы, ассирийский царь Асархаддон, Рамсес II, Орфей, Кассандра, Александр Великий, Амалтея, Клеопатра, Данте, Баязет, викинги, Большая Медведица».
В позднейших сборниках мифологические темы постепенно затухают, уступая место идеям урбанизма, — Брюсов воспевает темп жизни большого города, его социальные противоречия, городской пейзаж, даже звонки трамваев и сваленный в кучи грязный снег. Поэт из «пустыни одиночества» возвращается в мир людей; он словно бы вновь обретает «отчий дом»; среда, которая взрастила его, разрушена, и теперь на месте «полутёмных лавок и амбаров» вырастают сияющие города настоящего и будущего («Рассеется при свете сон тюрьмы, и мир дойдёт к предсказанному раю»). Одним из первых русских поэтов Брюсов в полной мере раскрыл урбанистическую тему (хотя элементы «городской лирики» можно встретить ещё задолго до Брюсова — например, в пушкинском «Медном всаднике», в некоторых стихотворениях Н. А. Некрасова). Даже стихотворения о природе, которых в сборнике немного, звучат «из уст горожанина» («Месячный свет электрический» и т. п.). В «Третьей страже» помещены также несколько переводов стихотворений Верхарна, восхищение творчеством которого последовало за восхищением музыкой и «нечёткими образами» поэзии Верлена.
В это время Брюсов готовит уже целую книгу переводов лирики Верхарна — «Стихи о современности». Поэт увлечён не только ростом города: его волнует само предчувствие надвигающихся перемен, становления новой культуры — культуры Города; последний должен стать «царём Вселенной», — и поэт уже сейчас преклоняется перед ним, готовый «повергнуться в прах», чтобы открыть «путь к победам». В этом и состоит ключевая тема сборника «Tertia Vigilia».
Характерной чертой поэтики Брюсова с этого периода становится стилевая всеохватность, энциклопедизм и экспериментаторство, он был ценителем всех видов поэзии (им посещаются «пятницы К. К. Случевского»), собирателем «всех напевов» (название одного из его сборников). Об этом он говорит в предисловии к «Tertia Vigilia»: «Я равно люблю и верные отражения зримой природы у Пушкина или Майкова, и порывания выразить сверхчувственное, сверхземное у Тютчева или Фета, и мыслительные раздумья Баратынского, и страстные речи гражданского поэта, скажем, Некрасова». Стилизации самых разных поэтических манер, русских и иностранных (вплоть до «песней австралийских дикарей») — излюбленное занятие Брюсова, он готовил даже антологию «Сны человечества», представляющую собой стилизацию (или переводы) поэтических стилей всех эпох. Эта черта творчества Брюсова вызывала наиболее поляризирующие критику отклики; сторонники его (прежде всего символисты, но и такие акмеисты-ученики Брюсова, как Николай Гумилёв) видели в этом «пушкинскую» черту, «протеизм», знак эрудиции и поэтической мощи, критики (Юлий Айхенвальд, Владислав Ходасевич) критиковали такие стилизации как знак «всеядности», «бездушия» и «холодного экспериментаторства».

#### «Urbi et Orbi»
Сознание одиночества, презрение к человечеству, предчувствие неминуемого забвения (характерные стихотворения — «В дни запустений» (1899), «Словно нездешние тени» (1900)) нашли отражение в сборнике «Urbi et Orbi» («Граду и миру»), вышедшем в 1903 году; Брюсова вдохновляют уже не синтетические образы: всё чаще поэт обращается к «гражданской» теме. Классическим примером гражданской лирики (и, пожалуй, наиболее известным в сборнике) является стихотворение «Каменщик». Для себя Брюсов выбирает среди всех жизненных путей «путь труда, как путь иной», дабы изведать тайны «жизни мудрой и простой». Интерес к реальной действительности — знающей страдания и нужду — выражается в «городских народных» «частушках», представленных в разделе «Песни». «Песни» написаны жизненно, в «лубочной» форме; они привлекли к себе большое внимание критики, отнёсшейся, однако, к этим произведениям большей частью скептически, назвав «фальсификацией» «псевдонародные частушки» Брюсова. Урбанистическая тема получает здесь большее развитие по сравнению с «Tertia Vigilia»; поэт отдельными штрихами рисует жизнь большого города во всех её проявлениях: так, мы видим и чувства рабочего («И каждую ночь регулярно я здесь под окошком стою, и сердце моё благодарно, что видит лампадку твою»), и истинные переживания обитательницы «дома с красненьким фонариком».
В немногих стихотворениях видны надуманное самообожание («И девы и юноши встали, встречая, венчая меня, как царя»), в других же — эротомания, сладострастие (такими стихотворениями в значительной степени наполнен раздел «Баллады»). Тема любви получает замечательное развитие в разделе «Элегии»; любовь становится священнодействием, «религиозным таинством» (см., например, стихотворение «В Дамаск»). Если во всех предыдущих сборниках Брюсов совершал лишь робкие шаги по пути Новой Поэзии, то в сборнике «Urbi et Orbi» он является нам уже нашедшим своё призвание, определившим свой путь мастером; именно после выхода «Urbi et Orbi» Брюсов становится признанным вождём русского символизма. Особенно большое влияние сборник оказал на младосимволистов — Александра Блока, Андрея Белого, Сергея Соловьёва
Апофеозом капиталистической культуры является стихотворение «Конь Блед». В нём перед читателем предстаёт полная тревоги, напряжённая жизнь города. Город своими «грохотами» и «бредом» стирает надвигающийся лик смерти, конца со своих улиц — и продолжает жить с прежней яростной, «многошумной» напряжённостью.

#### Темы и настроения в творчестве этого периода
Великодержавное настроение времён Русско-японской войны 1904—1905 годов (стихотворения «К согражданам», «К Тихому океану») сменились у Брюсова периодом веры в непременную гибель урбанистического мира, упадок искусств, наступление «эпохи ущерба». Брюсов видит в будущем лишь времена «последних дней», «последних запустений». Своего пика эти настроения достигли во время Первой русской революции; они ярко выражены в брюсовской драме «Земля» (1904, вошла в сборник «Земная ось»), описывающей будущую гибель всего человечества; затем — в стихотворении «Грядущие Гунны» (1905); в 1906 году Брюсовым была написана новелла «Последние мученики», описывающая последние дни жизни русской интеллигенции, участвующей в безумной эротической оргии пред лицом смерти. Настроение «Земли» (произведения «предельно высокого», по определению Блока) в целом пессимистическое. Представлено будущее нашей планеты, эпоха достроенного капиталистического мира, где нет связи с землёй, с просторами природы и где человечество неуклонно вырождается под «искусственным светом» «мира машин». Единственный выход для человечества в создавшемся положении — коллективное самоубийство, которое и являет собой финал драмы. Несмотря на трагический финал, в пьесе изредка всё же встречаются вселяющие надежду нотки; так, в финальной сцене появляется верящий в «возрождение человечества» и в Новую жизнь юноша; по нему — лишь истинному человечеству вверена жизнь земли, и люди, решившиеся умереть «гордой смертью», — только заблудившаяся в жизни «несчастная толпа», ветвь, оторванная от своего дерева. Однако упаднические настроения только усилились в последующие годы жизни поэта. Периоды полного бесстрастия сменяются у Брюсова лирикой неутолённых болезненных страстей («Я люблю в глазах оплывших», 1899; «В игорном доме», 1905; «В публичном доме», 1905, и мн. др.).

#### «Στέφανος»
Следующим сборником Брюсова стал «Στέφανος» («Венок»), написанный во время самых ожесточённых революционных событий 1905 года (вышел в декабре 1905); сам поэт считал его вершиной своего поэтического творчества («„Венок“ завершил мою поэзию, надел на неё воистину „венок“», — пишет Брюсов). В нём ярко расцветает гражданская лирика Брюсова, начавшая проявляться ещё в сборнике «Urbi et Orbi». Только циклы «Из ада изведённые» и «Мгновения» посвящены любви. Брюсов поёт «гимн славы» «грядущим гуннам», прекрасно понимая, что они идут разрушить культуру современного ему мира, что мир этот обречён и что он, поэт, — его неотрывная часть. Брюсов, происходивший из русского крестьянства, находившегося под «барским гнётом», был хорошо знаком с сельской жизнью. Крестьянские образы возникают ещё в ранний — «декадентский» — период брюсовской лирики. На протяжении 1890-х годов поэт обращается к «крестьянской» теме всё чаще. И даже в период поклонения городу у Брюсова иногда возникает мотив «бегства» с шумных улиц на лоно природы. Свободен человек лишь на природе, — в городе он лишь ощущает себя узником, «рабом каменьев» и мечтает о будущем разрушении городов, наступлении «дикой воли». По Брюсову, революция была неминуема. «О, придут не китайцы, избиваемые в Тяньцзине, а те — более страшные, втоптанные в шахты и втиснутые в фабрики… Я зову их, ибо они неизбежны», — пишет поэт четырём символистам в 1900 году, после «Трёх разговоров» Владимира Соловьёва. Расхождение во взглядах на революцию среди символистов началось, таким образом, уже на рубеже веков. Брюсов сам ощущает себя рабом буржуазной культуры, культуры города, и его собственное культурное строительство является сооружением той же тюрьмы, что представлена в стихотворении «Каменщик». Схоже по духу с «Каменщиком» и стихотворение «Гребцы триремы» (1905). Стихотворения «Кинжал» (1903), «Довольным» (1905) — стихотворения «песенника» растущей революции, готового встретить «приветственным гимном» её свержение

#### Лидер символизма
Организаторская роль Брюсова в русском символизме и вообще в русском модернизме очень значительна. Возглавляемые им «Весы» стали самым тщательным по отбору материала и авторитетным модернистским журналом (противостоящим эклектичным и не имевшим чёткой программы «Перевалу» и «Золотому Руну»). Брюсов оказал влияние советами и критикой на творчество очень многих младших поэтов, почти все они проходят через этап тех или иных «подражаний Брюсову». Он пользовался большим авторитетом как среди сверстников-символистов, так и среди литературной молодёжи, имел репутацию строгого безукоризненного «мэтра», творящего поэзию «мага», «жреца» культуры, и среди акмеистов (Николай Гумилёв, Зенкевич, Мандельштам), и футуристов (Пастернак, Шершеневич и др.). Литературовед Михаил Гаспаров оценивает роль Брюсова в русской модернистской культуре, как роль «побеждённого учителя победителей-учеников», повлиявшего на творчество целого поколения. Не лишён Брюсов был и чувства «ревности» к новому поколению символистов (см. стихотворение «Младшим»: «Они Её видят! Они Её слышат!…», 1903).
Брюсов также принимал активное участие в жизни Московского литературно-художественного кружка, в частности — был его директором (с 1908 года). Сотрудничал в журнале «Новый путь» (в 1903 году, стал секретарём редакции).

### 1910-е годы
Журнал «Весы» прекращает выходить в 1909; к 1910 активность русского символизма как движения снижается. В связи с этим Брюсов прекращает выступать как деятель литературной борьбы и лидер конкретного направления, занимая более взвешенную, «академическую» позицию. С начала 1910-х годов он уделяет значительное внимание прозе (роман «Алтарь победы»), критике (работа в «Русской мысли», журнале «Искусство в Южной России»), пушкинистике. В 1913 году поэт переживал личную трагедию, вызванную мучительным для обоих романом с молодой поэтессой Надеждой Львовой и её самоубийством. В 1914 году, с началом Первой мировой войны, Брюсов отправился на фронт военным корреспондентом «Русских ведомостей». Следует отметить рост патриотических настроений в лирике Брюсова 1914—1916 годов.
1910—1914 и, в особенности, 1914—1916 годы многие исследователи считают периодом духовного и, как следствие, творческого кризиса поэта. Уже сборники конца 1900-х годов — «Земная ось» (прозаический сборник рассказов, 1907), «Все напевы» (1909) — оценивались критикой как более слабые, чем «Stephanos», в основном они повторяют прежние «напевы»; усиливаются мысли о бренности всего сущего, проявляется духовная усталость поэта (стихотворения «Умирающий костёр», 1908; «Демон самоубийства», 1910). В сборниках «Зеркало теней» (1912), «Семь цветов радуги» (1916) нередкими становятся выдающие этот кризис авторские призывы к самому себе «продолжать», «плыть дальше» и т. п., изредка появляются образы героя, труженика. В 1916 году Брюсов издал стилизованное продолжение поэмы Пушкина «Египетские ночи», вызвавшее крайне неоднозначную реакцию критики. Отзывы 1916—1917 годов (писавшая под псевдонимом Андрей Полянин София Парнок, Георгий Иванов и др.) отмечают в «Семи цветах радуги» самоповторения, срывы поэтической техники и вкуса, гиперболизированные самовосхваления («Памятник» и др.), приходят к выводу об исчерпанности брюсовского таланта.
С попыткой выйти из кризиса и найти новый стиль исследователи творчества Брюсова связывают такой интересный эксперимент поэта, как литературную мистификацию — посвящённый Надежде Львовой сборник «Стихи Нелли» (1913) и продолжившие его «Новые стихи Нелли» (1914—1916, остались не изданными при жизни автора). Эти стихи написаны от лица увлечённой модными веяниями «шикарной» городской куртизанки, своего рода женского соответствия лирического героя Игоря Северянина, поэтика обнаруживает — наряду с характерными приметами брюсовского стиля, благодаря которым мистификация была скоро разоблачена — влияние Северянина и футуризма, к появлению которого Брюсов относится с интересом.
В начале 1910-х годов Брюсов, Вяч. Иванов, Андрей Белый и А. С. Петровский составили эфемерную масонскую ложу Люцифер, учреждённую т. н. «московским центром» (предположительно, розенкрейцерским капитулом /Астрея/) и упразднённую сразу после основания за связь с антропософами. Вероятно, подобного рода явления нельзя полномерно расценивать как показатель принадлежности названных деятелей культуры к движению вольных каменщиков, тем не менее, в анналах такового этот факт запечатлён.

### Брюсов и революция
В 1917 году поэт выступил с защитой Максима Горького, раскритикованного буржуазной прессой за поддержку большевиков в редактируемой им газете «Новая жизнь», в сонете «Максиму Горькому в июле 1917 года»: «…И тот же шум вокруг твоих созданий / В толпе, забывшей гром рукоплесканий, / С каким она лелеяла „На дне“…»
После Октябрьской революции 1917 года Брюсов активно участвовал в литературной и издательской жизни Москвы, работал в различных советских учреждениях. Поэт по-прежнему был верен своему стремлению быть первым в любом начатом деле.
Как едко писал Иван Бунин
О Брюсове: все левеет, «почти уже форменный большевик». Не удивительно. В 1904 году превозносил самодержавие, требовал (совсем Тютчев!) немедленного взятия Константинополя. В 1905 появился с «Кинжалом» в «Борьбе» Горького. С начала войны с немцами стал ура—патриотом. Теперь большевик.
С 1917 по 1919 год он возглавлял Комитет по регистрации печати (с января 1918 года — Московское отделение Российской книжной палаты); с 1918 по 1919 год заведовал Московским библиотечным отделом при Наркомпросе; с 1919 по 1921 год был председателем Президиума Всероссийского союза поэтов (в качестве такового руководил поэтическими вечерами московских поэтов различных групп в Политехническом музее). В 1920 году Брюсов стал членом РКП(б). Работал в Государственном издательстве, заведовал литературным подотделом Отдела художественного образования при Наркомпросе, был членом Государственного учёного совета, профессором МГУ (с 1921); с конца 1922 года — заведующий Отделом художественного образования Главпрофобра; в 1921 году организовал Высший литературно-художественный институт (ВЛХИ) и до конца жизни оставался его ректором и профессором. Брюсов являлся и членом Моссовета. Принимал активное участие в подготовке первого издания Большой советской энциклопедии (был редактором отдела литературы, искусства и языкознания; первый том вышел уже после смерти Брюсова).
В 1923 году, в связи с пятидесятилетним юбилеем, Брюсов получил грамоту от Советского правительства, в которой отмечались многочисленные заслуги поэта «перед всей страной» и выражалась «благодарность рабоче-крестьянского правительства».
Луначарский считал Брюсова певцом революции.

### Позднее творчество
После революции Брюсов продолжал и активную творческую деятельность. В Октябре поэт увидел знамя нового, преображённого мира, способного уничтожить буржуазно-капиталистическую культуру, «рабом» которой поэт считал себя ранее; теперь же он может «возродить жизнь». Некоторые постреволюционные стихи являются восторженными гимнами «ослепительному Октябрю»; в отдельных своих стихах он славит революцию в один голос с марксистскими поэтами (см., например, стихотворения сборника «В такие дни» (1923) — в частности, «Работа», «Отклики», «Братьям-интеллигентам», «Только русский»). Став родоначальником «русской литературной Ленинианы», Брюсов пренебрёг «заветами», изложенными им самим ещё в 1896 году в стихотворении «Юному поэту» — «не живи настоящим», «поклоняйся искусству».
Несмотря на все свои стремления стать частью наступившей эпохи, «поэтом Новой жизни» Брюсов стать так и не смог. В 1920-е годы (в сборниках «Дали» (1922), «Mea» («Спеши!», 1924)) он радикально обновляет свою поэтику, используя перегруженный ударениями ритм, обильные аллитерации, рваный синтаксис, неологизмы (вновь, как в эпоху «Стихов Нелли», используя опыт футуризма); Владислав Ходасевич, в целом критически настроенный к Брюсову, не без сочувствия оценивает этот период как попытку через «сознательную какофонию» обрести «звуки новые». Эти стихи насыщены социальными мотивами, пафосом «научности» (в духе «научной поэзии» Рене Гиля, которой Брюсов интересовался ещё до революции: «Мир электрона», 1922, «Мир N-измерений», 1924), экзотическими терминами и собственными именами (автор снабдил многие из них развёрнутым комментарием). Манеру позднего Брюсова детально исследовавший её М. Л. Гаспаров назвал «академический авангардизм». В некоторых текстах проявляются ноты разочарования своей прошлой и настоящей жизнью, даже самой революцией (особенно характерно стихотворение «Дом видений»). В своём эксперименте Брюсов оказался одинок: в эпоху построения новой, советской поэзии опыты Брюсова были сочтены слишком сложными и «непонятными массам»; представители модернистской поэтики также отнеслись к ним отрицательно.

### Смерть
9 октября 1924 года Брюсов скончался в своей московской квартире на Первой Мещанской, 32 от крупозного воспаления лёгких. Поэт был похоронен на столичном Новодевичьем кладбище среди могил своих предков.

## Семья
Отец — Яков Кузьмич Брюсов (1848—1907), купец-старообрядец.
Мать — Матрёна Александровна Брюсова (Бакулина) (1846—1920), дочь лебедянского мещанина, поэта и баснописца-самоучки А. Я. Бакулина. Примерно в 1870-м году покинула Елец, где воспитывалась как «барышня» у тетки-купчихи, приехала в Москву, сняла с шеи крест, остригла волосы, поступила на службу, повела знакомство с молодежью, стремившейся, как она сама, к образованию.
Сестра — Надежда Яковлевна Брюсова (1881—1951), музыковед, педагог. Похоронена на столичном Новодевичьем кладбище среди могил своих родственников.
Сестра — Евгения Яковлевна Калюжная (Брюсова) (1882—1977)
Брат — Александр Яковлевич Брюсов (1885—1966), археолог. Похоронен на столичном Новодевичьем кладбище среди могил своих родственников.
Сестра — Лидия Яковлевна Брюсова (1888—1964). Профессор химии, один из создателей советской парфюмерной промышленности. Была замужем за поэтом Самуилом Киссиным. Похоронена на столичном Новодевичьем кладбище среди могил своих родственников.
Жена (1897—1924) — Иоанна Матвеевна Брюсова (Рунт) (1876—1965), работала гувернанткой в семье Брюсовых. Была спутницей и ближайшим помощником поэта до самой его смерти. Похоронена на столичном Новодевичьем кладбище рядом с мужем. Детей нет.
Елена (Лёля) Краскова — первая любовь Брюсова, скоропостижно скончалась от чёрной оспы весной 1893; ей посвящено множество стихотворений Брюсова 1892—1893 годов.

## Основные черты творчества Брюсова
В стихотворениях Брюсова перед читателем встают противоположные начала: жизнеутверждающие — любовь, призывы к «завоеванию» жизни трудом, к борьбе за существование, к созиданию, — и пессимистические (смерть есть блаженство, «сладостная нирвана», поэтому стремление к смерти стоит превыше всего; самоубийство «соблазнительно», а безумные оргии суть «сокровенные наслаждения искусственных эдемов»). И главным действующим лицом в поэзии Брюсова является то отважный, мужественный боец, то — отчаявшийся в жизни человек, не видящий иного пути, кроме как пути к смерти (таковы, в частности, уже упоминавшиеся «Стихи Нелли», творчество куртизанки с «эгоистической душой»).
Настроения Брюсова подчас противоречивы; они без переходов сменяют друг друга. В своей поэзии Брюсов то стремится к новаторству, то вновь уходит к проверенным временем формам классики. Несмотря на стремление к классическим формам, творчество Брюсова — всё же не ампир, а модерн, вобравший в себя противоречивые качества. В нём мы видим слияние трудно сочетаемых качеств. Согласно характеристике Андрея Белого, Валерий Брюсов — «поэт мрамора и бронзы»; в то же время С. А. Венгеров считал Брюсова поэтом «торжественности по преимуществу». По Л. Каменеву Брюсов — «молотобоец и ювелир».

### Стихосложение Брюсова
Валерий Брюсов внёс большой вклад в развитие формы стиха, активно использовал неточные рифмы, «вольный стих» в духе Верхарна, разрабатывал «длинные» размеры (12-стопный хорей с внутренними рифмами: «Близ медлительного Нила, там, где озеро Мерида, в царстве пламенного Ра // ты давно меня любила, как Озириса Изида, друг, царица и сестра…», знаменитый 7-стопный хорей без цезуры в «Конь блед»: «Улица была как буря. Толпы проходили // Словно их преследовал неотвратимый Рок…»), использовал чередования строк разного метра (так называемые «строчные логаэды»: «Губы мои приближаются // К твоим губам…»). Эти эксперименты были плодотворно восприняты младшими поэтами. В 1890-е годы параллельно с Зинаидой Гиппиус Брюсов разрабатывал тонический стих (дольник — термин, им и введённый в русское стиховедение в статье 1918 года), но, в отличие от Гиппиус и впоследствии Блока, дал мало запоминающихся образцов и в дальнейшем к этому стиху обращался редко: наиболее известные дольники Брюсова — «Грядущие гунны» (1904) и «Третья осень» (1920). В 1918 году Брюсов издал сборник «Опыты…», не ставивший творческих задач и специально посвящённый самым разнообразным экспериментам в области стиха (сверхдлинные окончания строк, фигурная поэзия и т. п.). В 1920-е годы Брюсов преподавал стихосложение в разных институтах, некоторые его курсы изданы.

## Брюсов в разных жанрах
Брюсов пробовал свои силы во многих литературных жанрах.

### Проза
Наиболее известны исторические романы Брюсова «Алтарь победы», описывающий быт и нравы Рима IV века н. э., и — в особенности — «Огненный ангел». В последнем великолепно отображена психология описываемого времени (Германии XVI века), точно передаётся настроение эпохи; по мотивам «Огненного ангела» Сергей Прокофьев написал одноимённую оперу. Мотивы брюсовских романов в полной мере соответствуют мотивам стихотворных произведений автора; как и стихи, брюсовские романы описывают эпоху распада старого мира, рисуют отдельных его представителей, остановившихся в раздумье перед приходом мира нового, поддерживаемого свежими, оживляющими силами.
Оригинальные новеллы Брюсова, построенные на принципе двоемирья, составили сборник «Земная ось» (1907). В новеллистическом цикле «Ночи и дни» Брюсов отдаётся «философии мига», «религии страсти». Брюсов писал и фантастические произведения — это роман «Гора Звезды», рассказы «Восстание машин» (1908) и «Мятеж машин» (1914), повесть «Первая междупланетная», антиутопия «Республика Южного Креста» (1904—1905). Заслуживает внимания повесть «Обручение Даши», в которой автор изображает своего отца, Якова Брюсова, вовлечённого в либеральное общественное движение 1860-х годов. Значительного внимания критики удостоилась и повесть «Последние страницы из дневника женщины».

### Переводы
Как переводчик Брюсов много сделал для русской литературы. Он открыл русскому читателю творчество известного бельгийского поэта-урбаниста Эмиля Верхарна, был первым переводчиком стихотворений Поля Верлена. Известны брюсовские переводы произведений Эдгара По (стихотворения), Ромена Роллана («Лилюли»), Мориса Метерлинка («Пеллеас и Мелизанда», «Избиение младенцев»), Виктора Гюго, Расина, Авсония, Мольера («Амфитрион»), Байрона, Оскара Уайльда («Герцогиня Падуанская», «Баллада Рэдингской тюрьмы»). Брюсов полностью перевёл «Фауста» Гёте. Перевёл «Энеиду» Вергилия, совместно с С. М. Соловьёвым, но перевод подвергся критике.
В 1910-х Брюсов был увлечён поэзией Армении, перевёл множество стихотворений армянских поэтов и составил фундаментальный сборник «Поэзия Армении с древнейших времён до наших дней», за что был удостоен Совнарком Армении в 1923 году звания народного поэта Армении, его имя носит Ереванский лингвистический университет.
Брюсов был теоретиком перевода; некоторые его идеи актуальны и в наши дни (см., например, предисловие к переводам Верлена (1911), рецензию «Верхарн на прокрустовом ложе» (1923) и др.).

### Критика и литературоведение
Как литературный критик Валерий Брюсов начал выступать ещё в 1893 году, когда отбирал стихи начинающих поэтов (таких же, впрочем, как и он сам) для первого сборника «Русские символисты». Наиболее полным сборником критических статей Брюсова является «Далёкие и близкие». В своих критических статьях Брюсов не только раскрывал теорию символизма, но и выступал с высказываниями о зависимости формы от содержания в литературе; поэзии, как считает Брюсов, «можно и должно» учиться, ибо она — ремесло, имеющее важное воспитательное значение. По мнению Брюсова, отрыв от действительности губителен для художника. Интересны брюсовские работы по стихосложению («Основы стиховедения» и др.). Брюсов сочувственно относился к творчеству пролетарских поэтов, что выражено в его статьях «Вчера, сегодня и завтра русской поэзии», «Синтетика поэзии».
Из брюсовских литературоведческих работ наиболее известны его труды, посвящённые биографии и творчеству Александра Пушкина (работы по стихосложению Пушкина, «Письма Пушкина и к Пушкину», «Пушкин в Крыму», «Сношения Пушкина с правительством», «Лицейские стихи Пушкина». В последней работе имеются новооткрытые и восстановленные тексты Пушкина-лицеиста). Несколько статей («Пушкин и крепостное право», статья о стихотворной технике Пушкина и др.) написано Брюсовым для собрания сочинений великого русского поэта (издание Брокгауза). Брюсов изучал творчество Николая Гоголя (что выразилось в его речи «Испепелённый»), Баратынского, Фёдора Тютчева (Брюсов фактически открыл творчество этого талантливого поэта для русского общества), Алексея Толстого.

### Брюсов-журналист
Свою журналистскую деятельность Брюсов начал в журнале, далёком от литературных бурь — «Русском архиве», где с конца 1890-х годов прошёл школу научного публикаторства под руководством видного историка и редактора журнала Бартенева, а с 1900 по 1903 год состоял секретарём редакции журнала. Публикуется в «Ежемесячных сочинениях» Ясинского (1900—1902).
Позднее Брюсов стал основным действующим лицом в журнале «Весы» (1904—1909), главном органе русского символизма. Всю свою энергию Брюсов вложил в редакторское дело. Брюсов был и основным автором, и редактором «Весов». Кроме него там печатались Андрей Белый, Константин Бальмонт, Вячеслав Иванов, Максимилиан Волошин, Михаил Кузмин. Брюсов руководил также книгоиздательством «Скорпион» и участвовал в издании альманаха этого издательства «Северные цветы» (выходил в 1901—1903, 1905 и 1911 годах).
Опыт Брюсова-редактора был учтён Струве, когда тот пригласил поэта редактировать литературный отдел старейшего московского журнала «Русская мысль» в 1910 году. Свою миссию в качестве литературного редактора Брюсов видел в продолжении традиций «Весов». Вскоре Брюсов, помимо беллетристики, стал курировать библиографию и критику журнала. С приходом нового литературного редактора на страницах журнала появляются Алексей Толстой, Андрей Белый, Александр Блок, Александр Грин, Алексей Ремизов, Анна Ахматова, Николай Гумилёв. Современники иронизировали, что ежемесячник Струве издаётся так, будто это «юбилейные номера русского символизма». Однако вскоре наметились трения между Струве и Брюсовым: декабрьский номер «Русской мысли» 1910 года был арестован за порнографию. Причина — повесть Брюсова «Последние страницы из дневника женщины». Окончание редакторства Брюсова произошло в конце 1912 года. Одной из причин был отказ Струве печатать роман Андрея Белого «Петербург», считавшего роман творческой неудачей — на печатании романа настаивал Брюсов. Брюсов остаётся сотрудником журнала в качестве критика до 1914 года.
В 1915 году Максим Горький пригласил Брюсова сотрудничать во вновь открываемый журнал «Летопись».

### Брюсов-редактор
Брюсов занимался редакторской деятельностью — под его контролем производилось издание собрания сочинений Каролины Павловой, нескольких изданий пушкинских произведений. Он приступил к редактированию полного собрания сочинений Пушкина (работа, оборвавшаяся на первом томе, включала и дописание неоконченных произведений).

#### Псевдонимы Брюсова
При работе над сборниками «Русские символисты» (1894—1895) Брюсов использовал множество псевдонимов. Функция псевдонима здесь состоит не в сокрытии подлинной фамилии автора, а в мистификации читателя. Поэт в качестве редактора сборников стремился создать впечатление большого числа своих единомышленников и последователей, якобы у него имевшихся в этих изданиях, и, таким образом, увеличить их общественное значение. В этом состоит уникальность применения псевдонимов Брюсовым.

| - А. - А-ий - Аврелий - Бр., Вал. - Бр-ов, В. - Бакулин, В. - В. - В. Б. - В. Я. Б. - Веригин, А. - Галахов, Анатолий | - Гармодий - Даров, В. - И. А. - К. К. К. - Л. Р. - Латник - М. - М. П. - Маслов, В. А. - Москвитянин - Нелли | - Пентаур - Р. - Сбирко, Д. - Созонтов, К. - Спасский - Товарищ Герман - Турист - Фукс, З. - Ch. - Enrico - L. |  |

## Брюсов и филателия
Брюсов коллекционировал почтовые марки, предметом его коллекции служили марки всех стран. Специализировался он на марках колоний европейских государств. В ноябре 1923 года он вступил в Всероссийское общество филателистов и был избран почётным председателем редакционной коллегии ВОФ. В январе 1924 года его включили в редакцию журнала «Советский филателист».

## Избранные цитаты
- Талант, даже гений, честно дадут только медленный успех, если дадут его. Это мало! Мне мало. Надо выбрать иное… Найти путеводную звезду в тумане. И я вижу её: это декадентство. Да! Что ни говорить, ложно ли оно, смешно ли, но оно идёт вперёд, развивается, и будущее будет принадлежать ему, особенно когда оно найдёт достойного вождя. А этим вождём буду Я! Да, Я! (4 марта 1893, дневник)[76].
- Юность моя — юность гения. Я жил и поступал так, что оправдать моё поведение могут только великие деяния. (Там же, 1898)[77][78].

## В других видах искусства
- Стихотворение Брюсова «Крысолов» положено на музыку Сергеем Рахманиновым (в составе цикла романсов Op. 38); музыка романса «отличается остротой и причудливой угловатостью очертаний» (Ю. Келдыш)[79].
- Симфонический дифирамб «Врубель» на слова Брюсова написал Михаил Гнесин[80].
- Отдельные стихотворения Брюсова положили на музыку композиторы Владимир Ребиков, Сергей Василенко, Михаил Иванов-Борецкий, Александр Гречанинов, Рейнгольд Глиэр, Александр Крейн и другие[81].
- Вокальный цикл «Четыре картины на стихи Валерия Брюсова» для голоса и фортепиано (2005 г.) написала московский композитор Марина Чистова, нотное издание: издательство «Композитор» 2013 г. к 140-летию поэта. Премьера исполнения в 2014 г. в Гостиной Юргенсон, также в ЦДЛ, в 2018 — в музей Серебряного века (доме В. Я. Брюсова) к 145-летию поэта. Рецензия Т. Гржибовской на вокальный цикл опубликована в приложении «Ex Libris» «Независимой газеты» в 2014 г.[источник не указан 2440 дней]
- Стих Наапета Кучака в переводе Валерия Брюсова звучит в сериале «В Клетке» 2019 года, там его читает актёр Артур Ваха[82].

## Экранизации
- 1990 — Захочу — полюблю ( СССР, реж. Василий Панин) — по мотивам повести «Последние страницы из дневника женщины».
- 1991 — Жажда страсти ( СССР, реж. Андрей Харитонов) — по мотивам рассказов цикла «Земная ось».
- 1995 — Откровения незнакомцу / Confidences à un inconnu ( Франция /  Россия, реж. Жорж Бардавил[фр.]) — по повести «Последние страницы из дневника женщины».

## Опубликованные сочинения
- «Декаденты. (Конец столетия)». Драма, 1893.
- «Juvenilia» — «Юношеское», 1894.
- Chefs d'oeuvre: Сб. стихотворений: (Осень 1894— весна 1895). — Москва: тип. Э. Лисснера и Ю. Романа, 1895. — 62, [1] с.
- Me eum esse : Новая кн. стихов. — Москва: т-во тип. А. И. Мамонтова, 1897. — 62, [1] с.
- О собраниях сочинений Е. А. Баратынского: [С прил. стихотворений Баратынского]. — Москва: Унив. тип., 1899. — 16 с.
- О искусстве. — Москва: т-во тип. А. И. Мамонтова, 1899. — 30, [1] с.
- Tertia vigilia: Кн. новых стихов, 1897—1900. — Москва: Скорпион, 1900. — 173, [2] с.
- Urbi et orbi : Стихи 1900—1903 г. — Москва: Скорпион, [1903]. — [8], 190, [2], IV с.h
- «Stephanos» — «Венок», М., Скорпион, 1906—2000 экз.
- Венок: Стихи 1903—1905 года. — Москва: Книгоиздательство «Скорпион», 1906. — 196 с.
- Земная ось: Рассказы и драм. сцены: Обл. и 7 рис. Альберто Мартини. — 3-е изд. — Москва: Скорпион, 1911. — VIII, [4], 166, [1] с.
- Лицейские стихи Пушкина: К критике текста: По рукоп. Моск. Румянц. музея и др. источникам. — Москва: Скорпион, 1907. — [4], 96, [1] с.
- Огненный ангел: повесть в XVI главах: украшения по современным гравюрами. — Изд. 2-е, испр. и доп. примеч. — Москва: Скорпион, 1909. — VIII, 374 с.
- «Испепеленный», М., 1909, 2-е изд. М., «Скорпион», 1910.
- "Пути и перепутья: Собр. стихов. Т. 1—3. — Москва Скорпион, 1908—1909: т. 2; т. 3
- Ф. И. Тютчев. Смысл его творчества / Глава из вступительного очерка к Полному собранию сочинений Ф. И. Тютчева, под ред. П. В. Быкова (Изд. А. Ф. Маркса, СПб., 1911)[83].
- Далекие и близкие: Ст. и заметки о рус. поэтах от Тютчева до наших дней. — Москва: Скорпион, 1912. — VI, [2], 214 с.
- Зеркало теней: Стихи 1909—1912 г. — Москва: Скорпион, 1912. — [4], 212, [1] с.
- «Алтарь победы», 1913.
- «За моим окном» М., Скорпион, 1913.
- Ночи и дни: Вторая кн. рассказов и драм. сцен. 1908—1912. — Москва: Скорпион, 1913.  — [8], 148, [1] с.
- Стихи Нелли: С посвящением / [Соч.] Валерия Брюсова. — Москва: Скорпион, 1913. — 64 с.
- Семь цветов радуги: Стихи 1912—1915 г. — Москва: К.Ф. Некрасов, 1916. — [12], 247 с.
- Обручение Даши: Повесть из жизни 60-х годов. — Москва: Универс. б-ка, 1915. — 97 с. — (Универсальная библиотека; № 1149)
- Избранные стихи. 1897—1915 г. — Москва: Универс б-ка,1915. — 80 с. — (Универсальная библиотека; № 1135)
- Неизданная проза: Юпитер поверженный и фрагменты других историч. рассказов / Ред. И. М. Брюсовой; Статьи И. М. Брюсовой и Игоря Поступальского. — Москва; Ленинград: ГИХЛ, 1934 (М.: «Образцовая» тип. и 16 тип. треста «Полиграфкнига»). — 213, [2] с.
- Рея Сильвия; Элули, сын Элули: [Повесть из жизни VI в.]: [Рассказ о древ. финикийце]. — Москва: Универс. б-ка, 1916. — 63 с.
- Египетские ночи: Поэма в 6 гл : (Обраб. и оконч. поэмы А. Пушкина). — Москва: тип. торг. д. «Мысль», 1916. — 27 с.
- «Девятая камена», 1917.
- Как прекратить войну. — Москва: Свобод. Россия, 1917. — 31 с.
- Опыты по метрике и ритмике, по евфонии и созвучиям, по строфике и формам: (стихи 1912—1918 г.): со вступительной статьёй автора. — Москва: Геликон, 1918. — 200 с.
- Летопись исторических судеб армянскаго народа: от VI в. до Р. ХР. по наше время. — Москва: Изд. Московскаго армянскаго ком., 1918. — 124 с.
- Краткий курс науки о стихе: (Лекции, чит. в Студии стиховедения в Москве 1918 г.). Ч. 1: Частная метрика и ритмика русского языка. — М.: Альциона, 1919. — 131 с.
- Последние мечты: Лирика 1917—1919 года. — Москва: Творчество, 1921. — 63 с.
- В такие дни: Стихи. 1919—1920. — Москва: Гос. изд-во, 1921. — 96 с.; 20 000 экз.
- Дали. — Москва: Государственное издательство, 1922. — 87 с.
- Кругозор: Избранные стихи. — Москва: Государственное издательство, 1922. — 331 с.
- Миг: Стихи 1920—1921 г. — Петербург; Берлин: Изд. З. И. Гржебина, 1922. — 77[1] с.
- Mea. Собрание стихов 1922—1924. — М.: ГИЗ, 1924. — 104 [2] c.; Портр. с датами жизни. — [Прим. 97-104 с.]. — 5 000 экз.
- Автобиография // Русская литература XX века. 1890—1914 / Под ред. С. А. Венгерова. — М.: 1914. — Т. 1[84].
- Основы стиховедения: Курс В. У. З. / Валерий Брюсов. Ч. 1—2: Общее введение; Метрика и ритмика.— 2-е изд. — Москва: Гос. изд-во, [1924]. — 139 с.
- Из моей жизни. Моя юность. Памяти / Предисл. и примеч. Н. С. Ашукина; Обложка: А. Кравченко. — [Москва]: М. и С. Сабашниковы, 1927 (типо-лит. В. Т. У. им. т. Дунаева). — IX, 131 с., [1] с. — ([Записи прошлого. Воспоминания и письма / Под ред. С. В. Бахрушина и М. А. Цявловского]).
- Дневники 1891—1910 / Валерий Брюсов; подготовила к печати И. М. Брюсова; примеч. Н. С. Ашукина; [обл.: А. Кравченко]. — [Москва]: М. и С. Сабашниковы, 1927. — [8], 203 с. — (Записи прошлого. Воспоминания и письма / под ред. С. В. Бахрушина и М. А. Цявловского)
- Дневники. М.: изд. М. и С. Сабашниковых, 1927 (переизд.: М.: ОЛМА-ПРЕСС, 2002. ISBN 5-94850-030-6).
- Письма В. Я. Брюсова к П. П. Перцову (1894—1896) (К истории раннего символизма). — М.: 1927[85].
- Мой Пушкин. Статьи, исследования, наблюдения / Валерий Брюсов; Редакция Н. К. Пиксанова; Обложка: И. Ф. Рерберг. — Москва; Ленинград: Гос. изд-во, 1929 (М.: тип. «Красный пролетарий»). — 319 с.
- Об Армении и армянской культуре: Стихи. Статьи. Письма / [Подготовка текста и коммент. И. Сафразбекян]; [Послесл. Г. Н. Овнана]; Акад. наук Арм. ССР. Ин-т литературы им. М. Абегяна. — Ереван: Изд-во Акад. наук Арм. ССР, 1963. — 247 с., 5 л. ил.. Так же доступна для скачивания на сайте НЭБ.
- Брюсов В.Я. Поэзия Армении с древнейших времен до наших дней в переводе русских поэтов. — Ереван: Айастан, 1966. — 511 с.
  - Брюсов В.Я. Поэзия Армении с древнейших времен до наших дней в переводах русских поэтов. — М.: Московского Армянского комитета, 1916. — 534 с.
- Валерий Брюсов, Нина Петровская. Переписка (1904—1913). — М.: Новое литературное обозрение, 2004. — 776 с., ISBN 5-86793-305-9.

Собрания
- Полное собрание сочинений и переводов — увидели свет только т. 1—4, 12, 13, 15, 21 — вышло в Санкт-Петербурге в 1913—1914 (издательство «Сирин»).
- Пути и перепутья: Собр. стихов. Т. 3.: Все напевы. (1906/1909 г.). — Москва: Скорпион, 1909. — VIII,184 с.
- Пути и перепутья: Собр.стихов. Т. 2: Риму и миру; Венок: (1901/1905 г.). — Москва: Скорпион, 1908. — VIII, 246 с.
- Избранные произведения: [в 3 т.]. Т. 1: Стихотворения 1894—1904.— Москва; Ленинград: Гос. изд-во, 1926
- Избранные произведения: [в 3 т.]. Т.2: Стихотворения 1905—1912. — Москва; Ленинград: Гос. изд-во, 1926
- Избранные произведени : [в 3 т.]. Т. 3 : Стихотворения 1913—1914.— Москва; Ленинград: Гос. изд-во, 1926 (обл.1927)
- Избранные сочинения в 2 т. — М.: Гослитиздат, 1955.
- Собрание сочинений в 7 т. — М., 1973—1975 (наиболее полное в данный момент; тем не менее, в нём из прозы есть только три романа Брюсова, а все рассказы, в том числе цикл «Земная ось», отсутствуют).
- Неизданные стихотворения / Ред., предисл. и прим. А. Тер-Мартиросяна. — Москва: Гослитиздат, 1935 («Образцовая» тип.). — 542 с.
- Стихотворения и поэмы / Вступ. статья и сост. Д. Е. Максимова; Подготовка текста и примеч. М. И. Дикман. — Ленинград: Сов. писатель. [Ленингр. отд-ние], 1961. — 910 с.
- Сочинения в 2 т. — М.: Художественная литература, 1987. — 400 000 экз.

Переводы
- Верлен Поль.  Романсы без слов / Поль Верлен; Пер. Валерия Брюсова. — Москва: тип. Э. Лисснера и Ю. Романа, 1894. — 46, [2] с.
- Верхарн Эмиль. Стихи о современности [и проза] в переводе Валерия Брюсова / Эмиль Верхарн; портр. Э. Верхарна и обл. кн. работы худож. Тео Ван-Риссельберга. — Москва: Скорпион, 1906. — [4], 128, [4] с.
- Метерлинк Морис. Пеллеас и Мелизанда и стихи / Морис Метерлинк; В пер. Валерия Брюсова; Как предисл. статья А. Ван-Бевера. — Москва: Скорпион, 1907. — [4], XXXII, 68, [2] с.
- Верхарн Эмиль. Елена Спартанская: Трагедия в 4 д.: С портр. Э. Верхарна / Эмиль Верхарн; Авториз. пер. [и предисл.] Валерия Брюсова. — Москва: Скорпион, 1909. — VIII, 91 с.
- Верлен Поль. Собрание стихов в переводе Валерия Брюсова: С крит.-биогр. очерком, библиогр. и 6 портр. / Поль Верлэн. — Москва: Скорпион, 1911. — 68, 201 с.
- Верхарн Эмиль. Собрание стихов. 1883—1915 г. / Эмиль Верхарн; Пер. Валерия Брюсова. — Москва: Универс. б-ка, 1915. — 156 с.; — (Универсальная библиотека; № 1130—1131)
- Уайльд Оскар. Баллада Рэдингской тюрьмы / Оскар Уайльд; Пер. с англ. размером подлинника Валерия Брюсова. — Москва: Универс. б-ка, 1915. — 46, [1] с. — (Универсальная библиотека; № 1098)
- Французская лирика: перев. В. Брюсова. — Берлин: Рус. универс. изд-во, 1922. — 61, [2] с. — (Всемирный пантеон; №20).
- Гёте Иоганн Вольфганг. Фауст / Гёте; Пер. Валерия Брюсова; Редакция и комментарии А. В. Луначарского и А. Г. Габричевского. — Москва; Ленинград: Гос. изд-во, 1928 (М.: тип. «Красный пролетарий»). — 348, [2] с. — (Русские и мировые классики / Под общ. ред. А. В. Луначарского и Н. К. Пиксанова)

## Память
В 1924 году незадолго до смерти Валерий Брюсов позировал молодому скульптору Нине Нисс-Гольдман. Позднее портрет был помещён в коллекцию русского авангарда 1920-х годов Государственного Русского музея в Санкт-Петербурге.
В Краснодаре именем В. Я. Брюсова названы улица и проезд.
В доме на проспекте Мира 30, где Брюсов проживал с 1910 по 1924 год, располагается Музей Серебряного века. Центром экспозиции является бывший кабинет писателя.
У компании Аэрофлот есть самолёт (А 320) который носит имя «В. Брюсов»

## Архив
Фонд В. Я. Брюсова, хранящийся в Российском государственном архиве литературы и искусства, насчитывает 233 единицы хранения за 1892—1938 гг. Он представляет собой полноценный архив, в который вошли биографические материалы, рукописи (среди которых 100 автографов стихотворений), стенограммы, письма, материалы супруги И. М. Брюсовой, документы по увековечению памяти поэта и др. Также здесь хранится обширная переписка: среди корреспондентов — Л. С. Бакст, К. Д. Бальмонт, А. Белый, М. А. Волошин, А. В. Луначарский, П. Н. Сакулин, О. Ю. Шмидт и др.